# 科辰山
46°36′12″N 9°40′26″E / 46.60339°N 9.67379°E

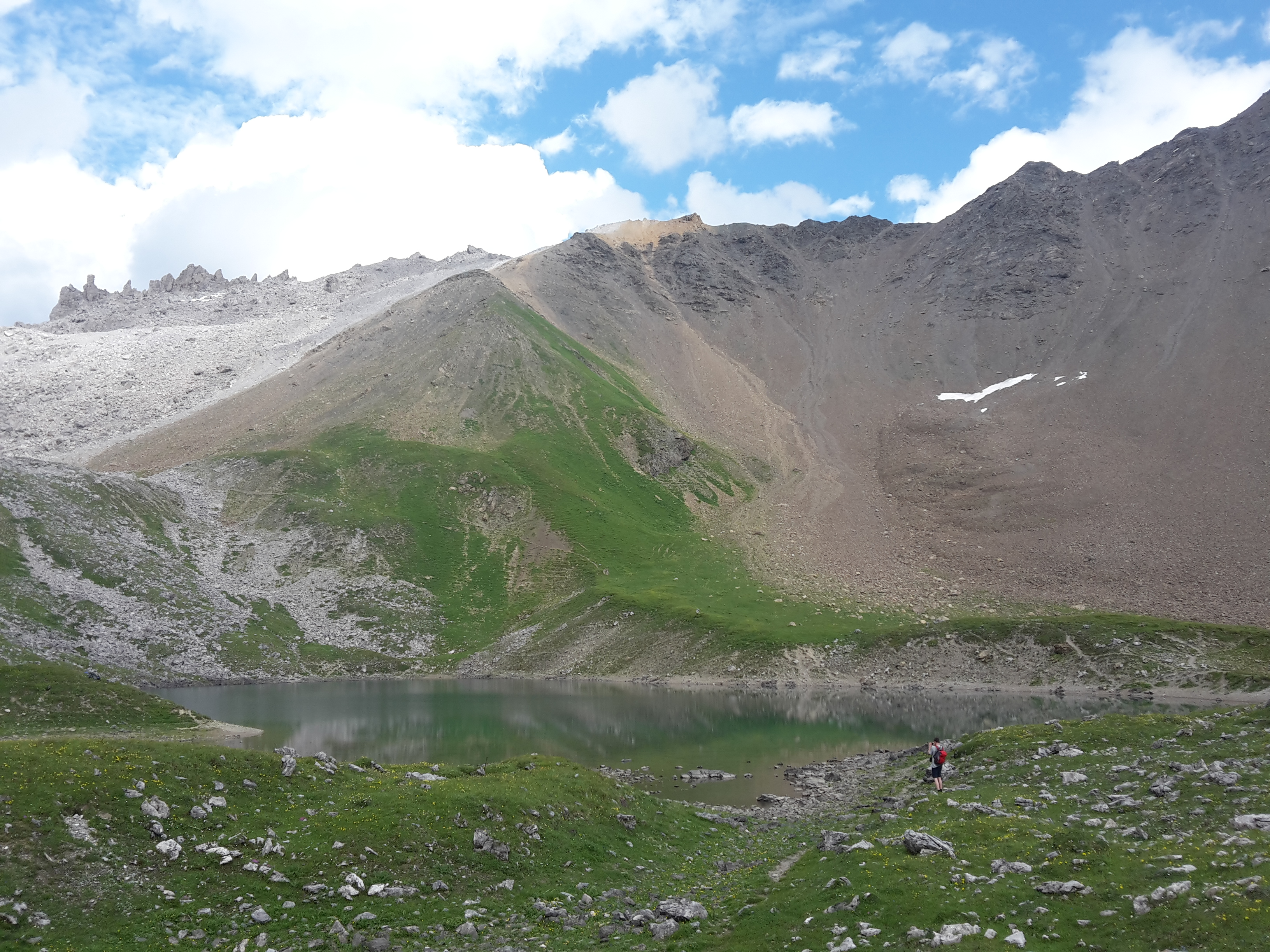

科辰山（Cotschen），是瑞士的山峰，位於該國東南部，由格勞賓登州負責管轄，屬於阿爾布拉山脈的一部分，距離格羅薩峰0.5公里，海拔高度2,827米，每年平均降雨量1,729毫米。